# Modlitewnik niderlandzki
Modlitewnik niderlandzki (hol. Geert Groote, Getijdenboek) – niderlandzki iluminowany modlitewnik z XV w., znajdujący się w zbiorach Biblioteki Narodowej w Warszawie.

## Historia
Według ustaleń Stanisławy Sawickiej (1938) modlitewnik mógł powstać około 1440 w pobliżu Utrechtu, być może w klasztorze św. Agnieszki w Delfcie. Autorem iluminacji mógł być tzw. Mistrz en grisaille z Delftu. Do Polski manuskrypt trafił w XVIII w., zakupiony przez Józefa Andrzeja Załuskiego, i znalazł się w zbiorach Biblioteki Załuskich. W czasie zaborów znajdował się w Petersburgu w Bibliotece Ermitażu i Cesarskiej Bibliotece Publicznej. Obecnie modlitewnik przechowywany jest w zbiorach Biblioteki Narodowej pod sygnaturą Rps 3779 I (historyczne sygnatury manuskryptu to: 5.2.107, Hol.O.v.I.3, BN akc. 7532).
W 1994 badania modlitewnika prowadził znawca niderlandzkich rękopisów iluminowanych prof. James H. Marrow z Uniwersytetu Princeton. Stwierdziwszy zły stan zachowania kodeksu, zorganizował wraz z żoną Emily Rose wsparcie renowacji w kwocie 5 tys. dolarów amerykańskich. Dzięki temu w 1995 rozpoczęła się gruntowna renowacja modlitewnika prowadzona w Zakładzie Konserwacji Zbiorów Bibliotecznych BN.

## Opis
Pergaminowy manuskrypt ma wymiary 14,5×10 cm. Składa się z 203 kart i VIII kart dodatkowych. Oprawa z deski obciągniętej skórą z tłoczeniami pochodzi prawdopodobnie z XVII wieku. W wyniku nieprawidłowego złożenia przez introligatora dwóch pierwszych składek kolejność kart została zaburzona.
Modlitewnik w języku holenderskim przeznaczony był do prywatnych modlitw dla osób świeckich. Na treść modlitewnika składa się: kalendarz, Godzinki o Krzyżu Świętym, Godzinki o Najświętszej Marii Pannie, psalmy pokutne, modlitwy za zmarłych, litanie i modlitwy do świętych, modlitwy na różne okazje.
Zdobienia modlitewnika
- 10 miniatur wykonanych techniką en grisaille wzbogaconych niewielkimi złoceniami (8 pierwszych miniatur przedstawia pasję Chrystusa)[6]
- duże wielobarwne inicjały o ornamentyce roślinnej z towarzyszącymi bordiurami na marginesach (na 29 kartach)[6]
- dwubarwne (niebieskie i czerwone) inicjały z rysunkiem stylizowanej wici roślinnej (na 13 kartach)[6]
- niebieskie i czerwone inicjały graficzne (na większości kart z tekstem)[6]
- rubrykowanie (wyróżnianie niektórych liter i słów czerwoną barwą)[6]

## Galeria

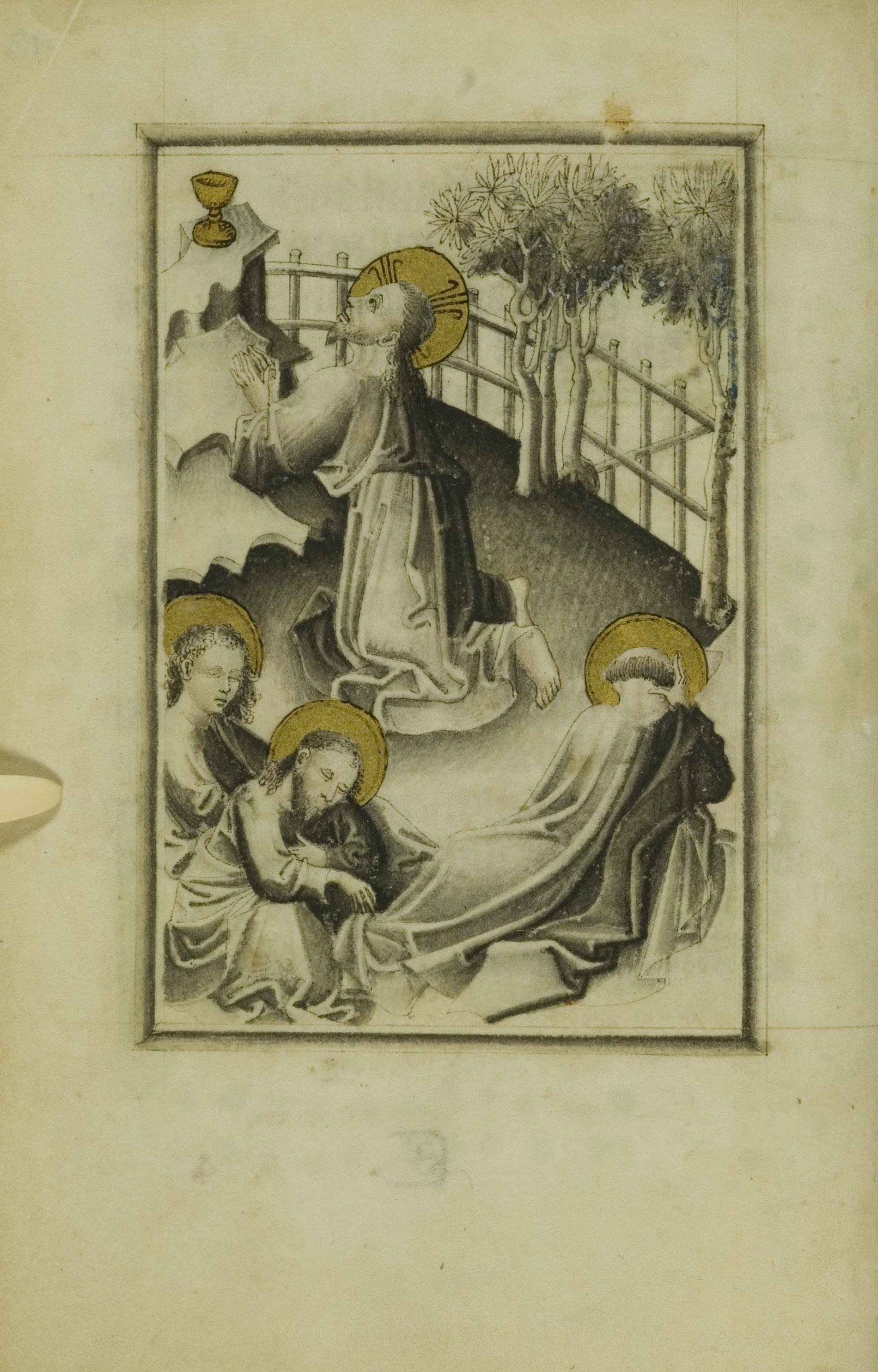
Miniatura wykonana techniką en grisaille (karta 13v)
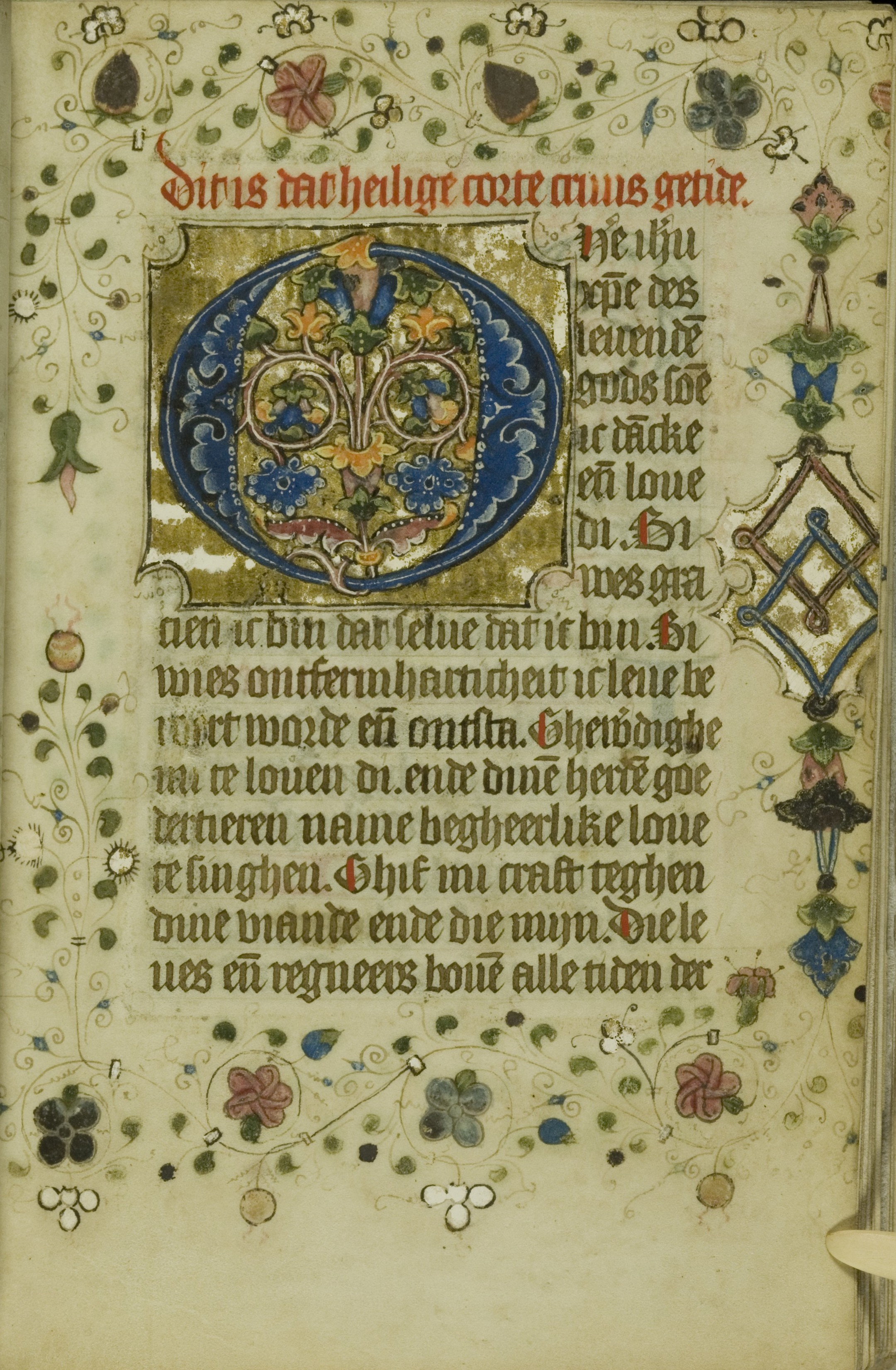
Strona z dużym inicjałem i bordiurą (15r)
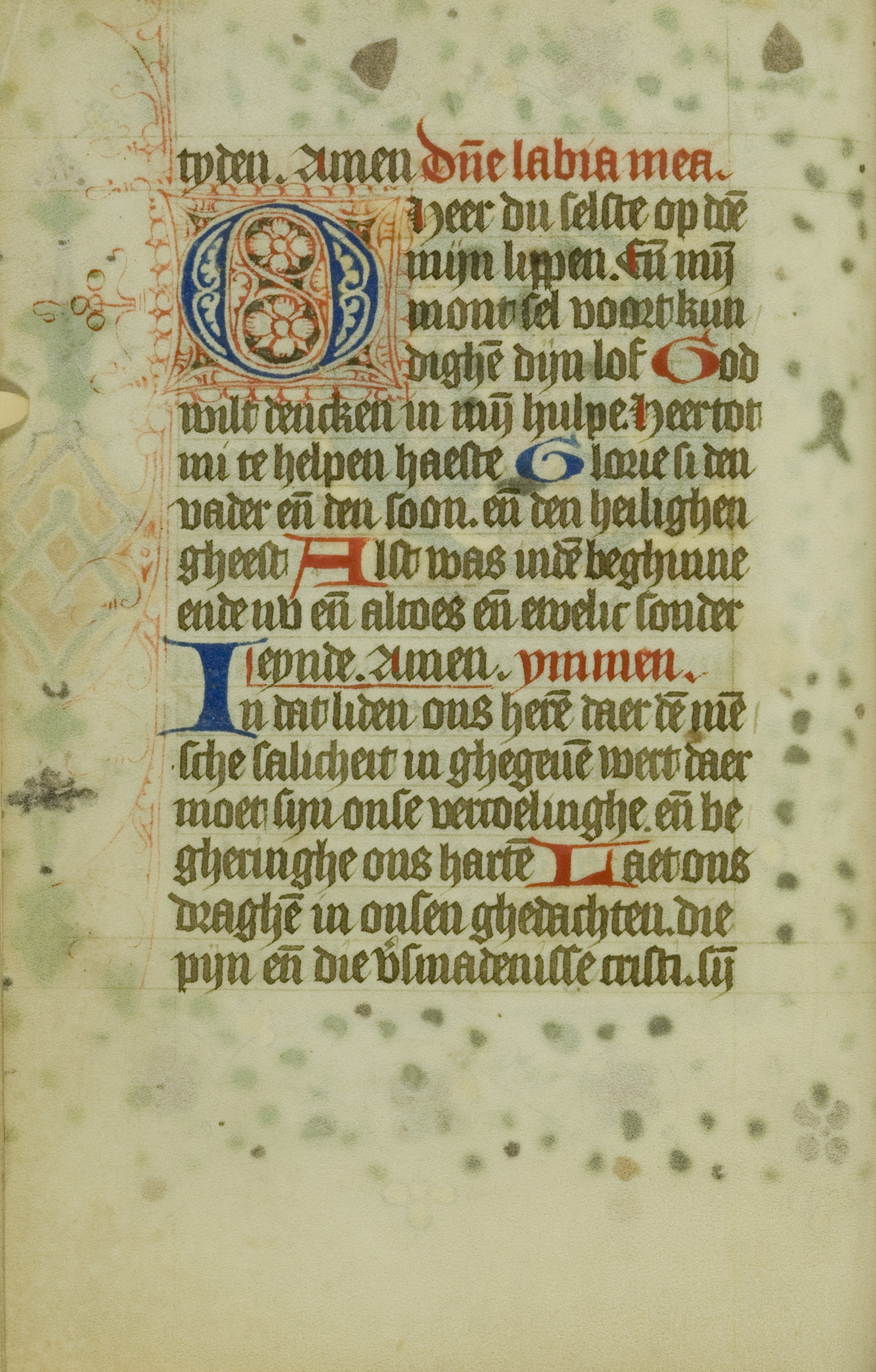
Strona z małym inicjałem (15v)
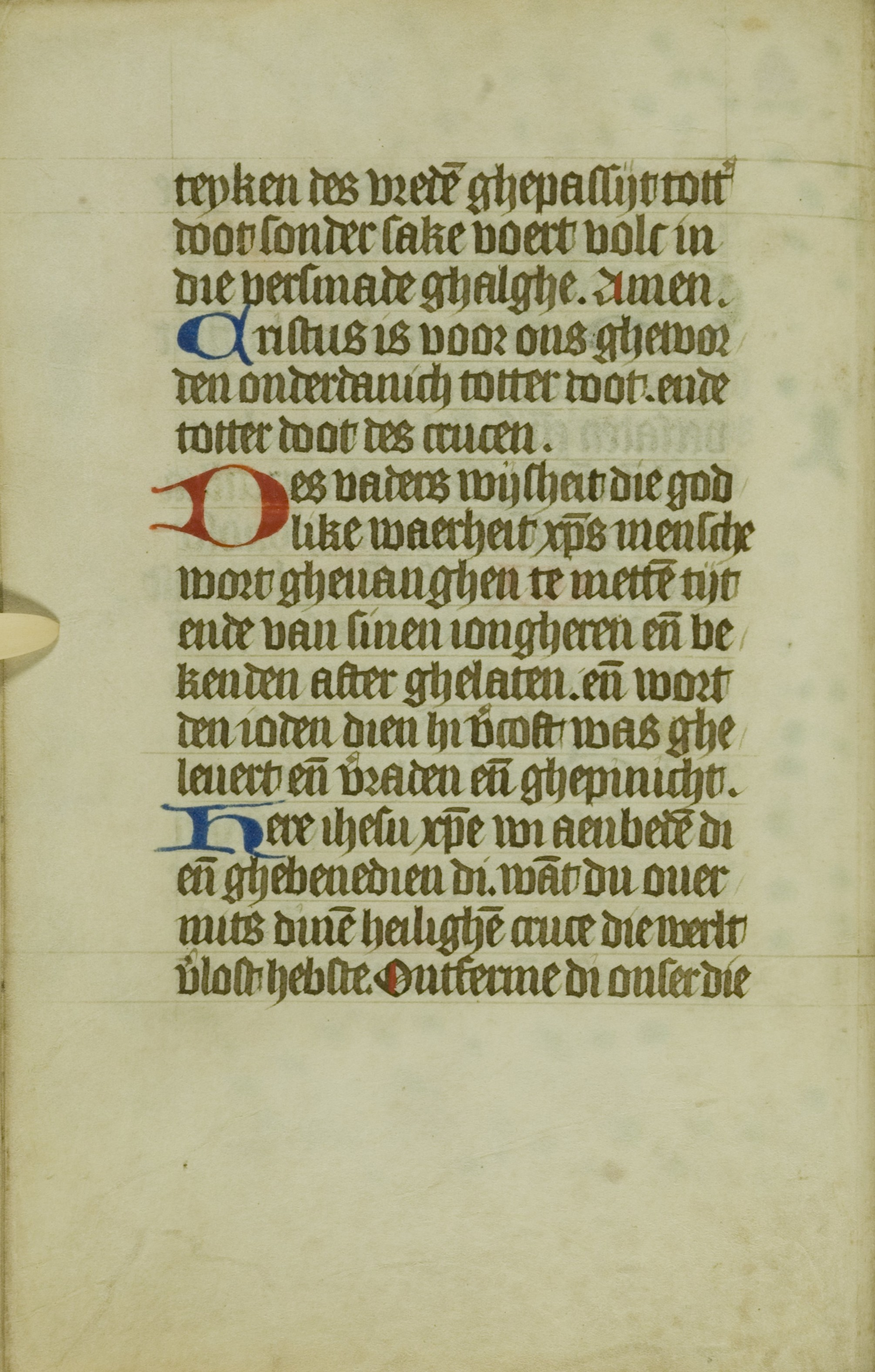
Standardowa strona z graficznymi inicjałami i rubrykowaniem (16v)